# 戀戀翡翠灣
《戀戀翡翠灣》為2011年台灣偶像劇，凱亞娛樂出品，由李玉琳、自從、南曉天、紀騰主演。2010年7月拍攝，2010年7月13日起每週二及每週四在痞客邦首播，2011年2月3日至2月6日下午12點30分至1點30分於超視播出。講述在翡翠灣一名女星與樂團主唱的故事。

## 故事大綱
這個故事是由安琪（超人氣女星）、鐵雄（飯店員工）、炎世祈（知名樂團主唱）、采葳（飯店千金）、土豆（世祈小跟班），這幾個年輕男女在2010炎熱的夏天，於北台灣迷人美麗的海岸「翡翠灣」共同編織浪漫的夏日愛情故事。
爆紅的女星安琪及樂壇當紅的樂團主唱炎世祈，本來看似夢幻且登對的戀情，卻因世祈一時錯誤的決定及一則不實的報導，而使安琪失去了演出的機會及對於愛情的信任。安琪決定暫時放下一切，沉澱凌亂的心情與緋聞報導，來到美麗的北海岸渡假，入住好友采葳家所經營的海灘度假飯店，也趁機會好好放鬆一下，不料卻被雜誌社的狗仔記者盯上……

## 演員陣容

### 主要演員
| 演員   | 角色   | 介紹 | 登場集數 |
| 紀騰   | 鐵雄   | 飯店員工 一個初進社會的菜鳥，低調是他的偽裝，沉默寡言是他的職責，但掩藏不住的卻是俊美有型的外表。這個炎熱的夏天，他來到這個仳臨太平洋岸的度假飯店，應徵飯店工作人員，只為接近這個轟動娛樂圈的八卦新聞女主角 – 安琪。不知是不是老天爺熱昏頭了，在熱情的夏季，像是命中注定一般，鐵雄不斷在安琪最為難時，恰巧出現在她身邊為她解圍，衰事與好事全給他碰上了，兩人之間似有若無的情愫是有默契的心底的秘密。 在他心中，對安琪的情感是矛盾的，一方面想要克制著對安琪悄悄萌芽的愛戀，一方面卻又在不知不覺中被安琪的甜美笑臉給制約。他刻意低調與壓抑的冷漠面孔，裡頭藏的其實是一顆最純情的少男心。 | 全劇     |
| 李玉琳 | 安琪   | 超人氣女星 她的個性像溫暖和喣的春風，那麼輕柔，不由自主的想迎上。高貴典雅，氣質出眾，是個極具質感的女子，卻百分百與人親近好相處。 在演藝圈裡她是最閃亮的一顆新星，認真的工作態度和沒有架子的親切感讓她成為人氣最高的第一女神。沒想到就在演藝事業達到最高峰的時候，一則被刻意安排報導的戀情曝光新聞事件，引起所有粉絲的抗議和代言廠商的不滿，而這主事者竟然就是她最信任的另一半 – 炎世祈，一連串的殘酷打擊，讓她頓時從人生的最高峰跌落谷底。但，她無怨無悔，從沒有責怪誰，只想一個人躲起來靜靜的療傷，等心靈的傷口痊癒了，她要再站回這個夢想的舞台，向世人證明她的光芒不會被輕易打敗。 在飯店度假的安琪，沒有任何防備的在這療傷地感受陽光的輕撫，也遇見了另一個讓她信任的飯店工作人員鐵雄。鐵雄的出現總是給她最感激的解救，兩人也總有聊不完的話題，這一點一滴的累積，讓安琪灰暗許久的心田裡，開滿了幸福的小花，但安琪選擇把這秘密藏在心底。 這場度假美好的時光太短暫，傷害過她的舊情人炎世祈居然還敢出現在她面前，除了要求原諒竟還有更過分的舉動，要她如何面對是好？好在有好姐妹采葳在她身邊可以陪她談心…。 | 全劇     |
| 自從   | 炎世祈 | 知名樂團主唱 舞台上的嘶吼，一首首主打歌的奔放，台下尖叫的歌迷，都只不過是他生活裡的一部份。 炎世祈，被譽為近幾年最有音樂才華和天份的樂團主唱，擁有無數死忠歌迷和最耀眼的銷售成績，但這一切，都不足以比他心愛的安琪所占的份量要來的重。他的外表看似粗獷不羈，實則對愛熱情執著，情感豐富。 把愛情視為第一位的世祈，為了要讓大家認同這一段感情，他下了一個令眾人心碎的決定，把這段戀情公開的攤在鏡頭下，透過媒體偷拍方式向那些垂涎安琪的宅男們嗆聲，安琪是他的！沒想到這個決定卻意外中傷了安琪在演藝圈正火的事業，面對著安琪受傷的心靈與淚流滿面說要分手的情景，這是他始料未及的後果。 男子漢自己做的自己擔，這道理世祈當然懂，他要憑自己的力量再把安琪追回來，哪怕是天涯海角他也要死守相隨，這一次的大絕招，一定可以抱回美人歸…。 | 全劇     |
| 南曉天 | 采葳   | 飯店千金 好友有難，身為安琪從小到大的好姐妹，她怎麼能不出來力挺？為死黨狠狠的出一口氣！ 采葳從小含著金湯匙出生，家族擁有全北海岸線地點最好的度假飯店，財力背景雄厚，是時尚名媛圈頗有名氣的千金小姐，長相出眾精緻，活像陶瓷娃娃，但個性不僅沒有恃寵而驕的公主病，還是個不折不扣的女版超人，饒富正義感，專治欺負弱小的小人。 當好友安琪哭訴想找個地方躲起來時，她義不容辭邀請安琪來到自家飯店度假一陣子，吃的住的全部招待，也能夠趁這段時間和好姐妹聚聚，重溫學生時代兩人如膠似漆的時光。 采葳就像是個為他人而生的「義女」，總是把別人的事情擺在第一位，刻意忽略自己個人的情感，但這樣長期壓抑的結果，卻得到一個令她心碎一地的震撼消息….。 | 全劇     |

### 其他演員
| 演員 | 角色 | 介紹 | 登場集數 |
| 宮騏 | 土豆 | 世祈的小跟班 長相和個性一樣純樸敦厚，是個典型的木訥帥哥，自稱「北台灣第一潮男土豆哥」，喜歡用一身虛有其表的肌肉來嚇唬人，實則因為一天到晚幫人跑腿累的汗涔涔而「潮」，是炎世祈身旁不折不扣的忠心小弟。簡單說來，土豆就是四肢發達，有勇無謀，刀子嘴豆腐腦的小跟班。 |          |
| 奶粉 | 奶粉 | 雜誌社紅牌狗仔 香港出生的道地港仔，在台灣雜誌社總編輯的指示下來到看似平靜的度假勝地，在不擇手段挖掘新聞的背後將掀起多大波瀾呢......... |          |

## 電視劇歌曲
| 曲別   | 歌名 | 演唱者 | 作詞 | 作曲 | 備註 |
| 片頭曲 | 流星 | 痞克四 |      |      |      |
| 片尾曲 |      |        |      |      |      |

## 製作團隊
- 製作人：黃春榕
- 編　劇：
- 導　演：陳俊融
- 統  籌：張誌偉
- 贊  助：

## 外部連結
- 超視_戀戀翡翠灣
- 《戀戀翡翠灣》預告片
- 《戀戀翡翠灣》精彩片花2 （页面存档备份，存于）
- 《戀戀翡翠灣》精彩劇照
- 《戀戀翡翠灣》凱亞痞客邦 （页面存档备份，存于）